# José Florentino Pino Canales
José Florentino Pino Canales (Puebla de Zaragoza, Mèxic, 21 de maig de 1948 - Barcelona, Barcelonès, 17 de novembre de 1997), va ser un sacerdot i filòsof mexicà instal·lat a Catalunya.
Va venir a Catalunya, concretament a Barcelona l'any 1970, amb la intenció de conèixer les seves arrels familiars i també per aprofundir en el coneixement de teologia. Així, entre 1970 i 1977 va seguir els estudis en Teologia a la Secció Sant Pacià de la Facultat de Teologia de Catalunya, fins a llicenciar-se amb la tesina «Fenomenología y experiencia religiosa en Edith Stein: una aproximación». Entre 1980 i 1982 fou professor d'Ètica a l'Institut Catòlic d'Estudis Socials de Barcelona, i de 1980 a 1984 fou també professor d'Epistemologia a la Facultat de Teologia de Catalunya. Entremig, el 20 de juny de 1982 fou ordenat prevere.
Es va llicenciar el 1984 en Filosofia per la Universitat Pontificia de Comillas de Madrid, i convalidant-lo el 1986 a la Facultat de Filosofia i Ciències de l’Educació de la Universitat de Barcelona. Va reprendre les seves tasques docents el mateix 1986 a l'Institut de Teologia de Barcelona, on impartí Antropologia Filosòfica. S'interessà posteriorment per la filosofia primera de Xavier Zubiri i, molt especialment, pel seu concepte d"intelección sentiente", com a superació de la tradicional dicotomia entre sensibilitat i enteniment. Per aprofundir en els seus estudis zibirians va fer una estada a la Universitat Pontificia de Comillas, a Madrid, durant la qual va redactar la seva tesi doctoral, centrada en el temps, un altre dels seus temes d'interès recurrents: "Inteligencia y tiempo en Zubiri. La estructura tempórea de la intelección" (1992). A Zubiri a dedicar també la llicò inaugural del curs 1994-1995 de les Facultats de Filosofia i de Teologia de Catalunya, amb el títol "La intelección violenta".
El desembre de 1992 fou promogut a professor extraordinari de la Facultat de Filosofia de Catalunya.
Pel que fa a la filosofía, Florentino Pino es va centrar en la metafísica i en la filosofia primera, principalment, però també en l'epistemologia i l'antropologia. Els seus autors de referència foren Heidegger i Zubiri, però coneixia molt bé els grans autors de l'idealisme alemany, de Kant a Hegel. Sabia relligar les qüestions filosòfiques que abordava amb altres aspectes de la història de les idees, la literatura i l'art. Radicava tota filosofia en el seu temps i en el seu marc cultural. Pel que fa a la teologia, es va interessar especialment pels místics: l'alemany Maister Eckhart o els castellans Santa Teresa de Jesús i Sant Juan de la Cruz.
Va ser considerat pels seus alumnes com un gran professor, profund, captivador, suscitador de qüestions i recerques, i obert a totes les perspectives intel·lectuals.
Cap al final de la seva vida, quan ja patia una greu malaltia, la novel·la "Centurion" (1997) que va compartir amb els seus amics i que va ser publicada amb el pseudònim José Ciprés Cauce. La novel·la se centra en la història evangèlica de la curació del criat d'un centurió romà a càrrec de Jesús (Mt 8, 5-13).

## Obres
- Pino Canales, José Florentino. Fenomenología y experiencia religiosa en Edith Stein : una aproximación (tesi) (en castellà).  Barcelona: Facultat de Teologia de Barcelona. Secció de Sant Pacià, 1977. OCLC 1044544250.
- Pino Canales, Jose Florentino. El tiempo en "Sobre la esencia" de Xavier Zubiri (en castellà).  Madrid: Universidad Pontificia Comillas, 1985. OCLC 1043378347.
- Pino Canales, José Florentino. La Intelección violenta : una lectura de la filosofía de la intelección de Xavier Zubiri (en castellà).  Barcelona: Facultat de Teologia de Catalunya, 1994. ISBN 8486065410. OCLC 865312895.
- Pino Canales, José Florentino (Pseudònim: José Ciprés Cauce). Centurión.  Barcelona: Mediterránea, 1997.